# Катарина Агата фон Раполтщайн
Катарина Агата фон Раполтщайн (на немски: Catharine Agatha Gräfin zu Rappoltstein; * 15 юни 1648, Раполтсвайлер; † 16 юли 1683, Бишвайлер) е графиня на Раполтщайн и чрез женитба пфалцграфиня и херцогиня на Пфалц-Биркенфелд.

## Биография
Тя е дъщеря и наследничка на граф Йохан Якоб фон Раполтщайн (1598 – 1673) и съпругата му Анна Клавдия фон Салм-Кирбург (1615 – 1673).
Катарина Агата се омъжва на 5 септември 1667 г. в Раполтсвайлер (Рибовиле) за пфалцграф и херцог Кристиан II фон Пфалц-Цвайбрюкен-Биркенфелд (1637 – 1717), син на пфалцграф Кристиан I фон Пфалц-Биркенфелд-Бишвайлер и първата му съпруга Магдалена Катарина фон Пфалц-Цвайбрюкен. Чрез брака си нейният съпруг получава през 1673 г. господството Раполтщайн в Елзас, Северна Франция.
Катарина умира на 16 юли 1683 г. на 35 години в Бишвайлер (Бисвилер) и е погребана там.

## Деца
Катарина и Кристиан имат децата:
- Магдалена Клаудия (1668 – 1704)

∞ 1689 граф Филип Райнхард фон Ханау-Мюнценберг (1664 – 1712)
- Лудвиг (1669 – 1670)
- Елизабет София Августа (1671 – 1672)
- Кристина Катарина (1671 – 1673)
- Шарлота Вилхелмина (1672 – 1673)
- Кристиан III (1674 – 1735), пфалцграф и херцог на Пфалц-Цвайбрюкен (1731 – 1735)

∞ 1719 графиня Каролина фон Насау-Саарбрюкен (1704 – 1774)
- Луиза (1678 – 1753)

∞ 1700 княз Антон Улрих фон Валдек и Пирмонт (1676 – 1728)